# Ska Keller
Franziska Maria "Ska" Keller (født 22. november 1981 i Wilhelm-Pieck-Stadt Guben) er en tysk politiker (Bündnis 90/Die Grünen). Hun var fra 2007 til 2009 leder af sit parti i den tyske delstat Brandenburg, og blev i en alder af 27 år i 2009 valgt ind i Europaparlamentet, for første gang. Hun var forud for valget til Europaparlamentet i 2014 en af topkandidaterne til De Europæiske Grønne, og blev valgt til samme funktion før valget i 2019. Keller har været talsperson for Europaparlamentets politiske gruppe kaldet Gruppen af De Grønne/Europæiske Frie Alliance. Hun har fra 2016 været en af to sidestillede ledere i gruppen.